# Fèlix Figueras Aragay
Fèlix Figueras i Aragay (Olesa de Montserrat, 16 de desembre de 1894 - Abrera, 19 de febrer de 1939) fou el primer alcalde d'Olesa de Montserrat, durant la Segona República Espanyola.

## Biografia
Va ser el tercer fill de Josep Figueras i Ubach, i Teresa Aragay i Tort, originària de Terrassa. El seu pare es dedicava al comerç i tenia xarcuteria que, encara avui segueix l'activitat al Mercat Municipal d'Olesa, amb el nom de Cal Janxic.
La seva família eren pagesos dedicats al conreu que van prosperar amb el comerç i passaren a formar part de la petita burgesia, originada pel creixement econòmic d'Olesa des de finals del segle xix. Entre 1870 i 1920 la població d'Olesà gairebé triplicà de 1.403 habitants a 4.100. L'any 1930 la població era de 5.500 habitants.
Aquest creixement és la conseqüència de la transformació de poblet agrícola fins a esdevenir un important centre industrial tèxtil, gràcies a la força de l'aigua de les rescloses de propietat municipal. Són anys de gran creixement econòmic però de distribució molt desigual de la riquesa, que fa augmentar la fragmentació social entre els propietaris de les fàbriques i els treballadors assalariats.
Fèlix Figueras i Aragay va estudiar a l'escola i després feu teòrica de teixits, mentre treballava de jornaler i aprenent en una fàbrica de la vila.
Es casà el 16 d'octubre de 1916 amb Amèlia Camats Mora, originària de Montmagastre (Lleida), amb qui tindrà 5 fills: Rosa (1917-1929), Teresa (1920- 2005), Joan (1926-1930), Joan (1930), i Salvador (1934). Amb l'ajut del seu pare instal·là un comerç de queviures i cansaladeria al carrer de l'Església. Lloguen el local de la planta baixa per botiga, i l'habitatge a la part de dalt.
L'any 1926 va comprar un terreny a la nova zona de l'eixample on entre 1929 i 1930 s'hi va fer una casa. El maig de 1933, en ésser alcalde, va deixar el comerç de cansaladeria i va comprar la companyia Transports Generals d'Olesa, amb seu al carrer Anselm Clavè, 135, on es traslladen a viure.
Va ser una persona molt afeccionada a la lectura. Disposava d'una important biblioteca particular amb nombroses publicacions en català. L'any 1929 apareix en el llistat de subscriptors de la col·lecció Bernat Metge; també "Els Nostres Clàssics" de l'editorial Barcino. Altres volums de la seva biblioteca són “Història Nacional de Catalunya d'Antoni Rovira i Virgili; Geografia General de Catalunya de Francesc Carreras i Candi; la Bíblia de Montserrat; llibres polítics, de naturisme, etc.

## Activitat política

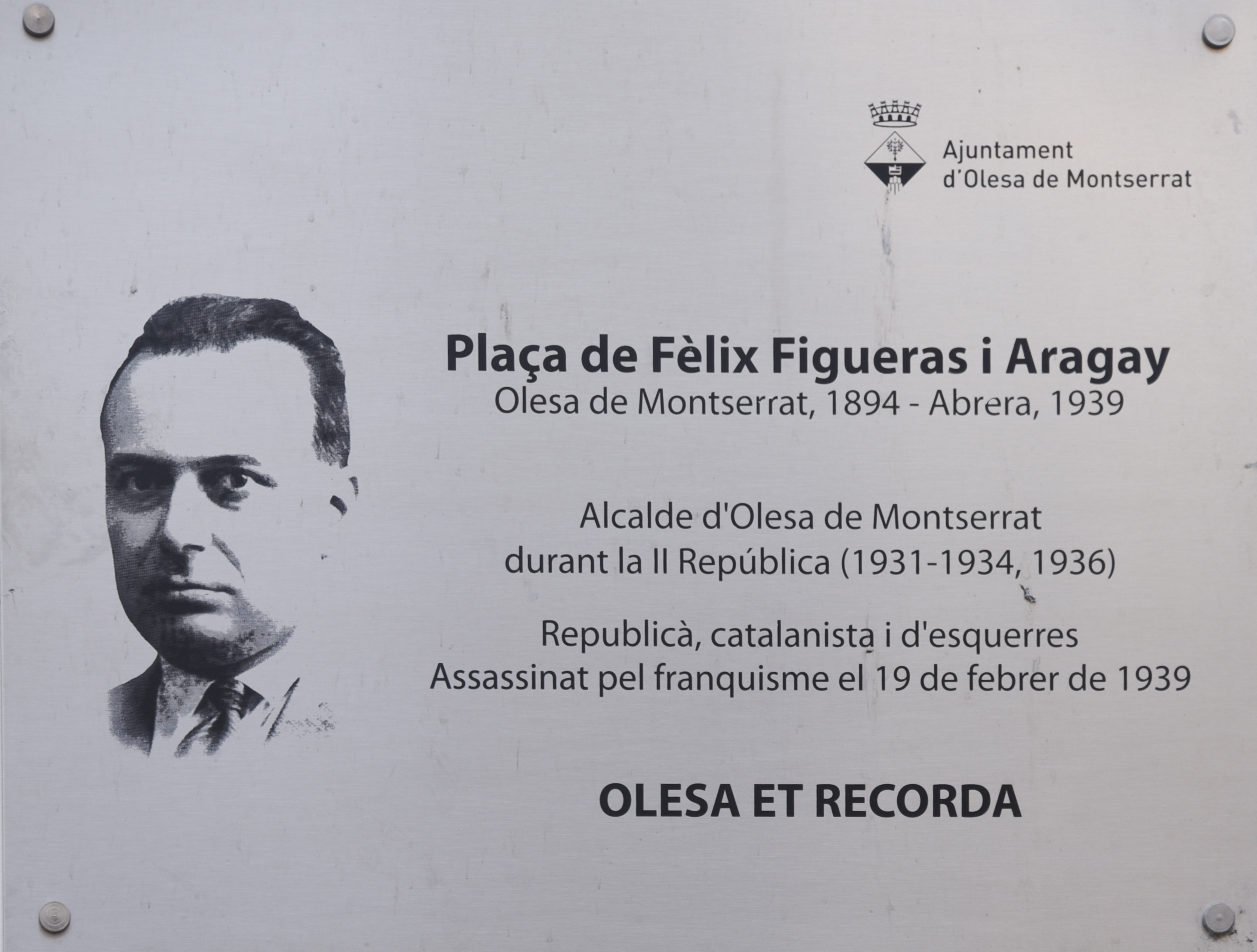
Placa commemorativa a Olesa de Montserrat

### L'inici
De molt jove va començar a freqüentar el Círcol Cultural i Recreatiu on es reunien persones de tendència monàrquica alfonsina i republicana federal, en contraposició als Tradicionalistes del Teatre Principal. Ben aviat participà en l'activitat política. El primer d'abril de 1920 ocupà el càrrec de Regidor i vocal de la Comissió d'Hisenda per part del Partit Republicà Federal en coalició amb els Radicals.
Dos anys després, l'u d'abril de 1922, ocupà el càrrec de Primer Tinent d'Alcalde pel mateix partit. Després del cop d'estat de Miguel Primo de Rivera el dia 2 d'octubre de 1923, deixà el càrrec de regidor degut a la renovació de l'Ajuntament per part del "Tnte, Coronel de la Caja de Reclutas de Tarrasa" i a la destitució de tots els regidors no monàrquics.
L'any 1925 exercí el càrrec de Secretari a la Comunitat Minera Olesana (societat cooperativa que gestiona els servei d'aigua a Olesa).

### 1930-1936
La caiguda del dictador Primo de Rivera i la constitució del nou govern del general Dámaso Berenguer, va suposar la tornada del sistema constitucional anterior i el 26 de febrer de 1930 es formaven els nous consistoris. Fèlix Figueras és regidor de l'oposició republicana a l'Ajuntament governat pels liberals monàrquics. Els dies 17,18 i 19 de març de 1931 es va fer a l'Ateneu Republicà de Gràcia i al Foment Republicà de Sants la “Conferència d'Esquerres Catalanes" que donà pas a la creació d'ERC per afrontar les següents eleccions. El diumenge 12 d'abril de 1931 es van realitzar les primeres eleccions municipals després de 8 anys de dictadura. Els partits republicans superen en vots i regidors (39.501 enfront de 34.238) els partits monàrquics. El dia 14 la II República és proclamada a diferents capitals de província, entre d'altres Barcelona, on també es proclama l'Estat Català.
A Olesa, ERC va obtenir 8 regidors enfront dels 4 de Defensa Ciutadana, i en sessió extraordinària Ramón Matas entregà "la Batllia al nou Ajuntament Republicà, que se n'ha fet càrrec,(…) i la quantitat de 20.234,49 pts." Per unanimitat es nomenà Batlle Fèlix Figueras i Aragay i Primer Tinent d'Alcalde Joan Jané Casajoana, tot i que en Joan Pino Bautista i Joan Jané Casajoana havien obtiningut més vots.
El primer consistori republicà va governar 3 anys i 6 mesos. En aquest període va portar a terme tot un seguit de projectes i actuacions que encara avui són patrimoni de la vila d'Olesa:
- 1931
  - 29 de desembre de 1931. Proposta i acord de construcció del Mercat Municipal i esplanació de la Plaça Catalunya. Arquitecte: Jeroni Martorell; Pressupost: 90.555,02 pessetes.[1]
- 1932
  - 4 de febrer: Proposta i acord per demanar una Oficina de Correus.
  - 10 de maig: Aprovació de la modificació i ampliació de l'Eixample.
  - 9 de juny: Proposta i acord per posar l'Hospital en condicions, assumir-ne el cost l'Ajuntament i posar-lo al servei del poble. L'obra no es va poder acabar per l'inici de la guerra.
  - 7 de juliol: Proposta i acord per a la creació d'una Biblioteca Pública Municipal.
  - 1 de setembre: Inauguració del Mercat Municipal.
  - 8 de setembre: Proposta i acord de construcció de Càmara frigorífica al Mercat Municipal.
- 1933
  - 2 de març: Proposta i acord de compra de l'Hotel Gori.
  - 5 de novembre: Inauguració del nou Ajuntament i del Parc Municipal.
- 1936
  - 17 de maig: Inauguració de la Biblioteca Popular.
- Acceptació del referèndum dels habitants de Santa Maria de Villalba (El Suro) per a integrar-se al municipi d'Olesa.

A principis de 1934 es fan les segones eleccions municipals de la República i el resultat és de 1.446 vots per la candidatura del Círcol-ER i 1.054 per Defensa Ciutadana (una coalició de Lliga, Carlins i monàrquics alfonsins). Tornà a ocupar el càrrec d'alcalde.
Arran dels fets del 6 d'octubre de 1934 i la destitució del Govern de la Generalitat i l'arrest del President Lluís Companys i Jover, el dia 15 d'octubre un batalló de l'exèrcit aquarterat a Manresa, va ocupar la vila i van destituir el consistori, nomenant un alcalde-gestor.
Les eleccions general a Corts es van fer el 16 de febrer de 1936 i el resultat va ser favorables al Front d'Esquerres. El dia 17 es va decretar la reposició dels ajuntaments destituïts l'octubre de 1934 i els regidors d'ERC d'Olesa ocuparen els seus llocs el mateix dia al vespre.
El fracàs del cop d'estat de juliol de 1936 va provocar l'inici del procés revolucionari per part del sindicat CNT-FAI. Paral·lelament el Govern d'Espanya va decretar la dissolució de l'exèrcit. Això juntament amb la desaparició, a la pràctica, de l'organització jeràrquica de les forces d'ordre públic i l'ocupació del carrer pels grups armats revolucionaris, va donar pas a la repressió i l'assassinat del clergat, els membres dels partits de dreta, les classes acomodades, els catòlics practicants, etc. A Olesa els sindicats van iniciar la requisa de les armes de particulars (majoritàriament els membres del Somanten), al mateix temps que, el dia 20, la Guàrdia Civil deixava el poble i es desplaçava cap a Barcelona. L'ordre públic va desaparèixer i l'autoritat passà a mans dels grups revolucionaris.
El Comitè Local de Milícies Antifeixistes, dirigit per la CNT-FAI, es va formar entre el 19 i 20 de juliol, i va actuar amb extrema violència per imposar la revolució i eliminar els considerats enemics. El dia 21 de juliol es va produir el primer assassinat. Després en vindrien molts més.

### 1936-1939
“La pèrdua de poder de l'Ajuntament d'Olesa de Montserrat vas ser absoluta entre el 19 de juliol i l'octubre de 1936, data en què fou elegit un nou consistori amb l'entrada de membres de la CNT-FAI.“.
EL consistori d'ERC va ser depassat pels fets i va intentar, tant com va poder, facilitar la fugida de les persones amenaçades i disminuir els efectes de l'acció revolucionària. L'alcalde i regidors van intentar deturar les accions violentes però només comptant amb els seus mitjans personals, sense recursos d'ordre públic i d'armes enmig d'un país sencer que s'abocava a la revolució i la persecució indiscriminada. Per això, l'alcalde d'acord amb el Secretari Municipal i el Jutge de Pau, van autoritzar l'anada a cercar armes a Barcelona, a principis de setembre, per fer front a l'anarquia. El 16 d'octubre de 1936 en constituir-se el nou Ajuntament, Fèlix Figueras deixà la política després de viure amb molta angoixa i com una tragèdia personal els esdeveniments repressius des del juliol de 1936. Des d'aleshores es dedicà a les seves tasques professionals.
El gener de 1939 rep la visita d'un capità dels Mossos d'Esquadra, enviat des de Barcelona pel Departament d'Ordre Públic, que li recomana que s'exiliï a França. Es tem per la vida de tots aquells que han estat membres d'ERC i participat en els consistoris republicans. Ell decideix quedar-se convençut que en la seva actuació no havia comès cap delicte. Creia que la nova dictadura actuaria com ho havia fet la de Primo de Rivera, en reprimir, prohibir i apartar els opositors. No s'imaginava l'assassinat indiscriminat com a sistema repressor. El 25 de gener van entrar les forces franquistes. Mirant com desfilaven les tropes es va trobar en Pere Roca i li digué. “Peret a fer bondat que aquest serà un govern de palo i el que marxi de la ratlla, garrotada".

### Afusellament
A principis de febrer fou detingut per un escamot de soldats que el traslladen del seu domicili fins al local del Círcol, seu d'ERC, on restà empresonat juntament amb una trentena de persones. Després fou jutjat i la matinada del 19 de febrer de 1939 va ser afusellat per soldats franquistes al cementiri d'Abrera juntament amb altres setze persones.

### Avui
El 19 d'abril de 2008, la plaça Fèlix Figueres i Aragay davant l'ajuntament d'Olesa va ser inaugurat en honor de la seva obra pel seu poble.